# Émile Raunié
Marie-André-Alfred-Émile Raunié est un historien français, né le 18 novembre 1854 à Gruissan, et mort à Paris le 28 septembre 1911.

## Biographie
Licencié ès lettres, il est admis à l'École des chartes en 1874, il obtient en 1878 le diplôme d'archiviste-paléographe avec la thèse, Les Institutions municipales de Narbonne au Moyen Âge (1229-1508).
Il est par la suite rédacteur au ministère de l'Instruction publique.
En 1884, il reçoit le prix Archon-Despérouses.

## Publications
- 1879 - Études administratives : le dépôt légal.
- 1879-1884 - Chansonnier historique du XVIIIe siècle. (Recueil Clairambault-Maurepas), 10 volumes. Lire vol. 1, 2, 3, 4, 5, 6, 7, 8, 9, et 10
- 1881 - Souvenirs et correspondance de Madame de Caylus. Lire en ligne
- 1884 - Mémoires et réflexions sur les principaux évènements du règne de Louis XIV, par le marquis de La Fare.
- 1888 - La réforme de l'instruction nationale et le surmenage intellectuel. lire en ligne
- 1890-1899 - Épitaphier du vieux Paris. 14 volumes, dont seuls les quatre premiers ont été publiés par Émile Raunié, les suivants ont été publiés par Max Prinet (tome IV), André Lesort (tome V, fascicule 1er) et Hélène Verlet à partir des deux fascicules du tome V, dans l'Histoire générale de Paris :
tome I ; Saint-André-des-Arcs - Saint-Benoît, tome II : Bernardins - Charonne, tome III : Chartreux - Saint-Étienne-du-Mont, tome IV : Saint-Eustache - Sainte-Geneviève-la-Petite, tome V fascicule 1er : Saint-Germain l'Auxerrois, tome V, fascicule 2 : Saint-Germain-des-Près, tome VI : Les Saints-Innocents, tome VII : Jacobins - Saint-Dominique - Saint-Julien-le-Pauvres, tome VIII : Saint-Landry - La Mercy, tome IX : Saint-Merry - Saint-Nicolas du Louvre, tome X : Notre-Dame de Paris, tome XI : Noviciat des Jésuites - Saint-Sauveur, tome XII : Saint-Sépulcre - Saint-Yves, tome XIII : Index général avec un supplément.

## Source
- Chronique Bibliothèque de l'École des chartes. Volume 72, 1911, p. 725-726